# 亚硝酸钴钠
亚硝酸钴钠（钴亚硝酸钠，化学式：Na3Co(NO2)6），黄色或橙黄色结晶性粉末，是检验钾离子（K+）的常用试剂。它极易溶解于水，微溶于乙醇，不溶于稀乙酸，水溶液不稳定。

## 制备及性质

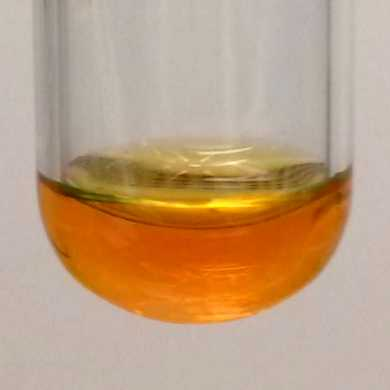
Na_{3}Co(NO_{2})_{6} (aq).

它由硝酸钴(II)（或氯化钴(II)）、亚硝酸钠与空气在乙酸存在下反应制备：
{\displaystyle {\rm {2[Co(H_{2}O)_{6}]^{2+}+12NO_{2}^{-}+2CH_{3}COOH+{\tfrac {1}{2}}O_{2}\rightarrow \,}}}{\displaystyle {\rm {2[Co(NO_{2})_{6}]^{3-}+2CH_{3}COO^{-}+13H_{2}O\,}}}
强酸、强碱都能使试剂破坏：
{\displaystyle {\rm {2[Co(NO_{2})_{6}]^{3-}+10H^{+}\rightarrow 2Co^{2+}+5NO+7NO_{2}+5H_{2}O\,}}}
{\displaystyle {\rm {[Co(NO_{2})_{6}]^{3-}+3OH^{-}\rightarrow Co(OH)_{3}\downarrow +6NO_{2}^{-}\,}}}
[Co(NO2)6]3−离子与乙酰丙酮盐作用，仅有四个硝基能被取代。反应产物具有反式结构，由于反位效应的影响，一个配位硝基很容易被氨（胺）取代。
{\displaystyle {\rm {[Co(NO_{2})_{6}]^{3-}+2acac^{-}\rightarrow [Co(acac)_{2}(NO_{2})_{2}]^{-}+4NO_{2}^{-}\,}}}

## 化学鉴定
K+在中性或乙酸酸性条件下，与亚硝酸钴钠生成黄色结晶形沉淀，组成因反应条件而异，主要产物是下式中的K2Na[Co(NO2)6]：
{\displaystyle {\rm {2K^{+}+Na^{+}+[Co(NO_{2})_{6}]^{3-}\rightarrow K_{2}Na[Co(NO_{2})_{6}]\downarrow \,}}}
反应最主要的干扰阳离子是NH4+，它也可以和亚硝酸钴钠生成黄色的(NH4)2Na[Co(NO2)6]。因此在检验钾离子时，应先将试液转移至微坩埚中蒸发至干，然后加入少量浓硝酸灼烧，以分解除去铵盐。冷却后，加水煮沸，离心沉降。吸取部分离心液，加碱并加热使生成的氨挥发，用湿润的石蕊试纸、pH试纸或滤纸上的奈斯勒试剂检验NH4+是否已除净。除净后，再加入乙酸，作K+的检验。
该鉴定反应的检出限量为4μg，最低浓度为80μg/mL，也可用于溶液中铷、铯离子的鉴定。